# Jill Black
Pour les articles homonymes, voir Black.
Jill Margaret Black (née Currie ; le 1er juin 1954) est une ancienne juge de la Cour suprême du Royaume-Uni.

## Vie privée
Elle est la fille de deux médecins, James Irvine Currie et Margaret Yvonne Currie. Elle fait ses études au Penrhos College et étudie le droit à l'université de Durham.
Elle épouse David Charles Black en 1978. Ils ont un fils et une fille. Après leur divorce en 2013, elle épouse un autre juge de la Cour d'appel, Sir Richard McCombe.

## Carrière
Elle est admise au barreau en 1976 à Inner Temple. Elle se spécialise en droit de la famille et devient conseiller de la reine en 1994 et est nommée juge suppléante de la Haute Cour en 1996 et registraire en 1999.
Elle est nommée à la Haute Cour le 1er octobre 1999, et reçoit la nomination habituelle en tant que dame commandeur de l'ordre de l'Empire britannique. Elle est affectée à la division de la famille et est juge de liaison de la division de la famille du circuit nord de 2000 à 2004. Le 15 juin 2010, Jill Black devient dame juge d'appel, et est nommée au Conseil privé.
En 2004, elle devient présidente du comité de la famille du Judicial Studies Board. Elle continue à assumer ce rôle jusqu'à sa nomination à la Commission des nominations judiciaires comme juge en 2008.
Le 21 juillet 2017, Lady Justice Black devient la deuxième femme juge de la Cour suprême du Royaume-Uni, après Lady Hale, et prend ses fonctions le 2 octobre 2017. Le 30 octobre 2020, elle annonce sa retraite en tant que juge de la Cour suprême du Royaume-Uni, à compter du 10 janvier 2021.